# Усюди жевріють пожежі (роман)
«»
| Усюди жевріють пожежі (книжка) | Усюди жевріють пожежі (книжка)        |
| ------------------------------ | ------------------------------------- |
| Автор                          | Селесте Інґ                           |
| Назва мовою оригіналу          | Little fires everywhere by Celeste Ng |
| Країна                         | США                                   |
| Мова                           | англійська                            |
| Виданий                        | 12 вересня 2017                       |
| Видавництво оригіналу          | Penguin Group                         |
| Жанр                           | Художня література                    |
| Українське видавництво         | Наш Формат                            |
| Рік видання українською        | 2018                                  |
| Перекладач                     | Анастасія Дудченко                    |
| Обкладинка                     | тверда                                |
| Кількість сторінок             | 312                                   |
| ISBN                           | 978-617-7552-85-6                     |

«Усюди жевріють пожежі» (англ. Little Fires Everywhere)  – роман американської письменниці Селесте Інґ, авторки світового бестселера Несказане. Вперше опублікована 12 вересня 2017 року і в тому ж році удостоєна нагороди Goodreads Choice Awards 2017 в номінації “Художня література”. Книжка також визнана бестселером New York Times, найкращим романом 2017 за версією Amazon, книгою року 2017 за версіями NPR, Guardian, BARNES & NOBLE, Esquire, Entertainment weekly, Buzzfeed, Washington Post та багато інших. У 2018 році перекладена українською мовою видавництвом «Наш Формат» (перекладачка - Анастасія Дудченко).

## Огляд книги
Роман розпочинається з пожежі в домі сім'ї Річардсон. Розслідування показує, що пожежа виникла внаслідок підпалу, через численні вогнища в різних місцях. Діти Річардсонів підозрюють в підпалі свою сестру, Іззі. Далі дії переносяться на рік назад, щоб показати, що привело до дня пожежі.
Події книги розвиваються у 1990-ті роки в США, в елітному містечку Шейкер Хайтс, передмісті Клівленда. В основі сюжету книги лежить історія життя двох несхожих одна на одну родин: заможної сім`ї Річардсон та загадкової матері-одиначки Мії Воррен та її доньки.
Мія з донькою Перл приїжджають до міста на старенькому Volkswagen Rabbit та орендують будинок у сім'ї Річардсон. Згодом Мія починає дружити з молодшим сином Річардсонів Муді, а через нього швидко прив`язується до всієї родини. Мія, за основним фахом художниця, влаштовується на підробіток домогосподаркою у Річардсонів. Єлена Річардсон спочатку хоче допомогти Мії облаштуватися на новому місці, але з часом через різні характери та світогляди між ними назріває прихований конфлікт.
Конфлікт посилюється через історію про удочеріння місцевої родиною дівчинки-китаянки. Мія на одній зі своїх робіт знайомиться з її рідної матір'ю, Беб Чоу. Беб покинула доньку, перебуваючи у поганому емоційному та матеріальному стані, після того, як її залишив біологічний батько дитини.  Але, випадково дізнавшись про те, де зараз перебуває її донька, Беб хоче повернути її. Для цього вона наймає адвоката. Єлена Річардсон підтримує в конфлікті прийомних батьків Маккалохів (Лінда Маккалох є її подругою дитинства). 
З'ясувавши, що Беб дізналась про дитину від Мії, Єлена обурюється проти неї та вирішує провести розслідування її минулого. Знайшовши її батьків, вона дізнається про таємницю, яка змушує Мію не затримуватись довго в одному місці та жити у подорожах.
Повернувшись до Шейкер Хайтс, Єлена одразу не зважується розкрити зібраний компромат. Однак її з Мією відносини стають відверто ворожими. Тим часом Перл починає роман з одним з синів Єлени.

## Екранізація
В березні 2018 компанія Hulu проголосила про плани створення 8-серійного фільму на основі роману. Головні ролі мають виконувати акторки Різ Візерспун та Керрі Вашингтон. 
У 2020 вийшов серіал Усюди жевріють пожежі . 

## Переклад укр.
Інґ, Селесте. Усюди жевріють пожежі / пер. Анастасія Дудченко. К.: Наш Формат, 2018. — 312 с. — ISBN 978-617-7552-85-6